# Grande-Vallée
Grande-Vallée es un municipio canadiense situado en la provincia de Quebec.

## Superficie
Grande-Vallée tiene una superficie de 144,16 km².

## Demografía
En 2021, tenía 1077 habitantes, una densidad poblacional de 7,5 hab./km², y 595 viviendas.